# Ефик
Ефик је етничка група народа Ибибио, које настањује Нигерију и Екваторијалну Гвинеју.
Језик је дијалект ефик, који је узет за основу књижевног израза језика ибибио, припада подгрупи бенуе-конго групе нигер-конго нигерокордофанске породице језика.
Вера је ислам (сунити), хришћанство (претежно католици) и месна веровања (култ предака и сила природе).